# دیو هیل (نویسنده)
دیو هیل (انگلیسی: Dave Hill؛ زادهٔ ۱۵ مهٔ ۱۹۸۴) فیلم‌نامه‌نویس اهل ایالات متحده آمریکا است.